# Цолява
Цолява (словен. Coljava) — поселення в общині Комен, Регіон Обално-крашка, Словенія. Висота над рівнем моря: 263,1 м.